# Amathusia virgata
Amathusia virgata är en fjärilsart som beskrevs av Butler 1870. Amathusia virgata ingår i släktet Amathusia och familjen praktfjärilar. Inga underarter finns listade i Catalogue of Life.